# 지방산

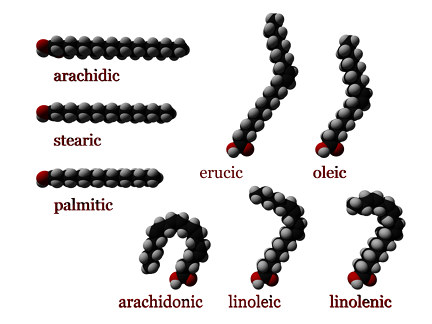
여러 지방산들의 3차원 구조. 포화 지방산은 곧은 사슬 구조를 가지고 있다. 불포화 지방산은 트랜스 입체 배치가 아니면 일반적으로 구부러진 구조를 가지고 있다.

지방산(脂肪酸, 영어: fatty acid)은 화학, 특히 생화학에서 포화 또는 불포화된 긴 지방족 사슬을 가지고 있는 카복실산이다. 자연적으로 생성되는 대부분의 지방산들은 4~28개까지의 짝수 개의 탄소 원자들로 구성된 가지가 없는 사슬을 가지고 있다. 지방산은 일반적으로 생물에서 단독으로 존재하기 보다는 트라이글리세라이드, 인지질, 콜레스테릴 에스터의 3가지 주요 부류의 에스터의 형태로 주로 존재한다. 이러한 에스터 형태에서 지방산은 동물에서 중요한 에너지원이며, 세포에서 중요한 구조적 구성 성분이다.

## 역사
지방산의 개념은 미셸 외젠 슈브뢰이에 의해 도입되었지만, 처음에는 "acid fat"과 "oily acid"라는 몇 가지 변형 용어를 사용했다.

## 지방산의 종류

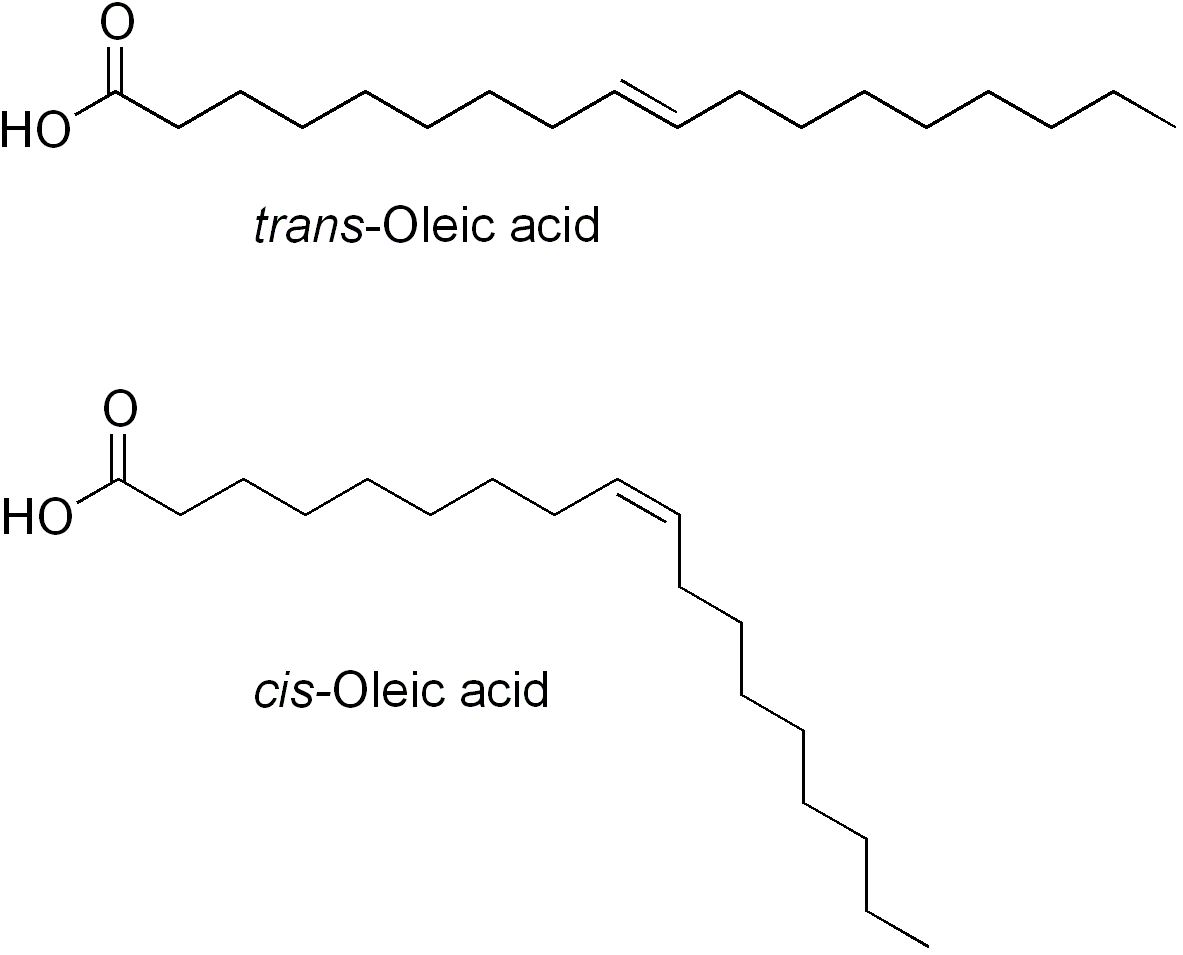
트랜스 이성질체인 엘라이드산(위)과 시스 이성질체인 올레산(아래)의 비교.

### 지방산의 길이
지방산은 길이에 따라 다르며, 짧거나 긴 것으로 분류된다.
- 짧은사슬 지방산은 5개 이하의 탄소로 구성된 지방족 꼬리를 가지고 있는 지방산(예: 뷰티르산)이다.[6]
- 중간사슬 지방산은 6~12개의 탄소로 구성된 지방족 꼬리를 가지고 있는 지방산이며,[7] 중간사슬 지방산은 중간사슬 트라이글리세라이드를 형성할 수 있다.
- 긴사슬 지방산은 13~21개의 탄소로 구성된 지방족 꼬리를 가지고 있는 지방산이다.[8]
- 매우 긴사슬 지방산은 22개 이상의 탄소로 구성된 지방족 꼬리를 가지고 있는 지방산이다.

### 포화 지방산
포화 지방산은 C=C 이중 결합을 가지고 있지 않는 지방산이다. 포화 지방산들은 "n"이 다른 화학식 CH3(CH2)nCOOH을 가지고 있다. 스테아르산(n=16)은 중요한 포화 지방산으로 잿물로 중화되면 가장 일반적인 형태의 비누가 된다.

포화 지방산인 아라키드산의 구조.

| 일반명       | 화학 구조      | C:D  |
| ------------ | -------------- | ---- |
| 카프릴산     | CH3(CH2)6COOH  | 8:0  |
| 카프르산     | CH3(CH2)8COOH  | 10:0 |
| 라우르산     | CH3(CH2)10COOH | 12:0 |
| 미리스트산   | CH3(CH2)12COOH | 14:0 |
| 팔미트산     | CH3(CH2)14COOH | 16:0 |
| 스테아르산   | CH3(CH2)16COOH | 18:0 |
| 아라키드산   | CH3(CH2)18COOH | 20:0 |
| 베헨산       | CH3(CH2)20COOH | 22:0 |
| 리그노세르산 | CH3(CH2)22COOH | 24:0 |
| 세로트산     | CH3(CH2)24COOH | 26:0 |

### 불포화 지방산
불포화 지방산은 한 개 이상의 C=C 이중 결합을 가지고 있는 지방산이다. C=C 이중 결합은 시스 또는 트랜스 이성질체를 형성할 수 있다.
시스시스 입체 배치는 이중 결합에 인접한 두 개의 수소 원자가 사슬의 같은 측면에 위치하고 있음을 의미한다. 이중 결합의 경직성은 분자의 입체 구조를 고정시키고, 시스 이성질체의 경우 사슬을 구부러지게 하고 지방산의 입체 구조에 대한 자유를 제한한다. 시스 입체 배치에서 지방산 사슬의 이중 결합이 많을 수록 유연성이 떨어진다. 사슬에 시스 결합이 많이 있으면 가장 형성하기 쉬운 입체 구조로 구부러진다. 예를 들어, 1개의 이중 결합을 가지고 있는 올레산에는 "구부러짐(kink)"이 있고, 2개의 이중 결합을 가지고 있는 리놀레산은 보다 더 뚜렷한 구부러짐을 갖는다. 3개의 이중 결합을 가지고 있는 α-리놀렌산은 갈고리 형태를 선호한다. 이러한 효과는 지방산이 인지질 이중층에서 인지질의 일부분이거나 지질 방울에서 트라이글리세라이드의 일부분인 것과 같은 제한된 환경에서 시스 결합은 지방산들끼리 서로 가까이 접근하는 것을 제한하기 때문에 막이나 지방의 녹는점에 영향을 줄 수 있다.
트랜스대조적으로 트랜스 입체 배치는 이중 결합에 인접한 두 개의 수소 원자가 사슬의 서로 반대 측면에 위치하고 있음을 의미한다. 결과적으로 트랜스 지방산 사슬은 많이 구부러지지 않으며, 형태가 곧은 사슬의 포화 지방산과 비슷하다.
자연적으로 생성되는 불포화 지방산에서 각각의 이중 결합은 그 뒤에 3개의 n 탄소 원자를 가지고 있는데, 일부 n에 대해 모두 시스 결합이다. 트랜스 입체 배치(트랜스 지방)의 대부분의 트랜스 지방산들은 자연에서 발견되지 않으며, 인위적인 처리(예: 수소화) 과정을 통해 생성된다.
다양한 종류의 불포화 지방산들 사이 및 포화 지방산과 불포화 지방산 사이의 기하학적인 차이는 생물학적 과정과 생물학적 구조(예: 세포막)의 구축에 중요한 역할을 한다.
| 일반명           | 화학 구조                                                     | Δx                                                  | C:D  | IUPAC                 | n−x  |
| ---------------- | ------------------------------------------------------------- | --------------------------------------------------- | ---- | --------------------- | ---- |
| 미리스톨레산     | CH3(CH2)3CH=CH(CH2)7COOH                                      | 시스-Δ9                                             | 14:1 | 14:1(9)               | n−5  |
| 팔미톨레산       | CH3(CH2)5CH=CH(CH2)7COOH                                      | 시스-Δ9                                             | 16:1 | 16:1(9)               | n−7  |
| 사피엔산         | CH3(CH2)8CH=CH(CH2)4COOH                                      | 시스-Δ6                                             | 16:1 | 16:1(6)               | n−10 |
| 올레산           | CH3(CH2)7CH=CH(CH2)7COOH                                      | 시스-Δ9                                             | 18:1 | 18:1(9)               | n−9  |
| 엘라이드산       | CH3(CH2)7CH=CH(CH2)7COOH                                      | 트랜스-Δ9                                           | 18:1 |                       | n−9  |
| 박센산           | CH3(CH2)5CH=CH(CH2)9COOH                                      | 트랜스-Δ11                                          | 18:1 |                       | n−7  |
| 리놀레산         | CH3(CH2)4CH=CHCH2CH=CH(CH2)7COOH                              | 시스,시스-Δ9,Δ12                                    | 18:2 | 18:2(9,12)            | n−6  |
| 리노엘라이드산   | CH3(CH2)4CH=CHCH2CH=CH(CH2)7COOH                              | 트랜스,트랜스-Δ9,Δ12                                | 18:2 |                       | n−6  |
| α-리놀렌산       | CH3CH2CH=CHCH2CH=CHCH2CH=CH(CH2)7COOH                         | 시스,시스,시스-Δ9,Δ12,Δ15                           | 18:3 | 18:3(9,12,15)         | n−3  |
| 아라키돈산       | CH3(CH2)4CH=CHCH2CH=CHCH2CH=CHCH2CH=CH(CH2)3COOHNIST          | 시스,시스,시스,시스-Δ5Δ8,Δ11,Δ14                    | 20:4 | 20:4(5,8,11,14)       | n−6  |
| 에이코사펜타엔산 | CH3CH2CH=CHCH2CH=CHCH2CH=CHCH2CH=CHCH2CH=CH(CH2)3COOH         | 시스,시스,시스,시스,시스-Δ5,Δ8,Δ11,Δ14,Δ17          | 20:5 | 20:5(5,8,11,14,17)    | n−3  |
| 에루크산         | CH3(CH2)7CH=CH(CH2)11COOH                                     | 시스-Δ13                                            | 22:1 | 22:1(13)              | n−9  |
| 도코사헥사엔산   | CH3CH2CH=CHCH2CH=CHCH2CH=CHCH2CH=CHCH2CH=CHCH2CH=CH(CH2)2COOH | 시스,시스,시스,시스,시스,시스-Δ4,Δ7,Δ10,Δ13,Δ16,Δ19 | 22:6 | 22:6(4,7,10,13,16,19) | n−3  |

## 명명법

### 지방산의 탄소 원자에 번호 매기기

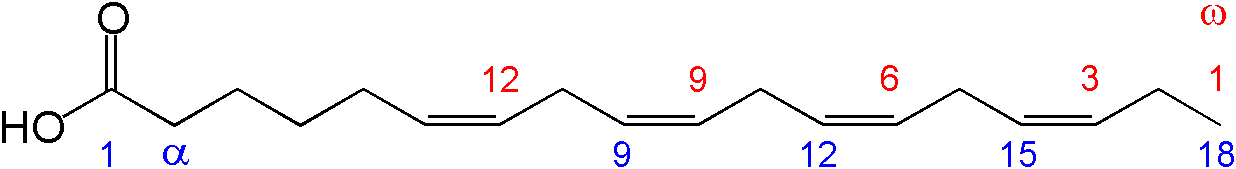
지방산의 탄소 원자 번호 매기기.

대부분의 자연적으로 생성되는 지방산은 한쪽 끝에 카복시기(–COOH)가 있고 다른 쪽 끝에 메틸기(–CH3)가 있는 탄소 원자로 구성된 비분지형 사슬을 가지고 있다. 카복시기 옆의 탄소는 그리스 알파벳의 첫 글자를 사용하여 α(알파) 탄소로 표시된다. 그 다음은 β(베타), γ(감마), δ(델타)... 등으로 표시된다. 지방산의 길이는 서로 다를 수 있지만, 마지막 위치는 항상 ω(오메가)로 표시되며, ω(오메가)는 그리스 알파벳의 마지막 문자이다.
지방산의 사슬에서 탄소 원자의 위치는 또한 탄소 사슬의 −COOH 말단 또는 −CH3 말단에서부터 번호를 부여함으로써 나타낼 수있다. 위치가 −COOH 말단에서부터 계산되면 x=1, 2, 3 등으로 C-x 표기법이 사용된다(오른쪽 그림에서 파란색 숫자, 여기서 C-1은 −COOH의 탄소를 나타낸다). 위치가 −CH3 말단에서부터 계산되면, ω-x 표기법으로 표시되거나 n-x 표기법으로 표시된다(오른쪽 그림에서 빨간색 숫자, 여기서 ω-1 또는 n-1은 −CH3의 탄소를 나타낸다).
따라서 지방산 사슬에서 이중 결합의 위치는 C-x 표기법 또는 ω-x 표기법의 두 가지 방식으로 표기할 수 있다. 따라서 18개의 탄소로 구성된 지방산에서 −COOH 말단에서부터 계산될 경우 C-12 (또는 ω-7)와 C-13 (또는 ω-6) 사이의 이중 결합은 Δ12 로 나타내고, −CH3 말단에서부터 계산될 경우 ω-6 (오메가-6)로 나타낸다. 두 경우 모두 이중 결합의 "시작 지점"만 표시한다. “Δ”는 그리스 알파벳 델타로 로마자에서 "D"(이중 결합, "double bond"를 의미)로 번역된다. ω(오메가)는 그리스 알파벳의 마지막 문자로 지방산 사슬의 "마지막" 탄소 원자를 나타내는데 사용된다. ω-x 표기법은 필수 지방산과 같은 다중 이중 결합을 가지고 있는 지방산에서 −CH3 말단에 가장 가까운 이중 결합의 위치를 나타내는 데 거의 독점적으로 사용된다.
홀수 개의 탄소 원자를 가지고 있는 지방산을 홀수 지방산이라고 하는 반면, 짝수 개의 탄소 원자를 가지고 있는 지방산은 짝수 지방산이다. 홀수 지방산과 짝수 지방산의 차이점은 포도당신생합성과 관련이 있다.

### 지방산의 명명
다음 표는 지방산을 명명하는 가장 일반적인 체계를 설명한다.
| 명명법                       | 예                                                          | 설명 |
| ---------------------------- | ----------------------------------------------------------- | --- |
| 관용 명명법                  | 팔미톨레산                                                  | 관용명(또는 일반명)은 역사적으로 널리 사용되어온 비계통적인 이름으로 문헌에서 가장 많이 사용된 명칭이다. 대부분의 보통 지방산은 계통명 외에도 관용명을 가지고 있다(아래 참조). 관용명은 어떤 패턴도 따르지 않지만, 간결하고 명확한 경우가 많다. |
| 계통 명명법                  | 시스-9-옥타데크-9-엔산 (9Z)-옥타데크-9-엔산                 | 계통명(또는 IUPAC 이름)은 1977년에 지질에 대해 특별히 발표된 권장사항과 1979년에 출판된 유기화학 명명법에 대한 표준 IUPAC 규칙에서 유래하였다. 탄소 원자의 번호 메기기는 분자 골격의 카복실 말단에서부터 시작된다. 이중 결합은 적절한 경우, 시스-/트랜스- 표기법 또는 E-Z 표기법으로 표시된다. 표기법은 보통 일반적인 명명법보다 더 장황하지만, 기술적으로 보다 명확하고 설명적인 장점이 있다. |
| Δx 명명법                    | 시스-Δ9, 시스-Δ12 옥타데카다이엔산                          | Δx (또는 델타-x) 명명법에서 각각의 이중 결합은 Δx 로 표시되며, 이중 결합은 카복실 말단으로부터 계산하여 x번째 탄소-탄소 결합에 위치한다. 각각의 이중 결합 앞에는 시스- 또는 트랜스- 접두사가 붙어서 결합 주변의 분자의 입체 배치를 나타낸다. 예를 들어, 리놀레산은 "시스-Δ9, 시스-Δ12 옥타데카다이엔산"으로 표시된다. Δx 명명법은 계통 명명법보다 덜 장황하다는 장점이 있지만, 기술적으로 더 명확하기나 설명적이지는 않다. |
| n−x 명명법 (또는 ω−x 명명법) | n−3 지방산 (또는 ω−3 지방산)                                | n−x (ω−x 또는 오메가-x) 명명법은 개별 화합물에 대한 이름을 제공하고 동물에서 생합성이 가능한 특성으로 분류한다. 이중 결합은 x번째 탄소-탄소 결합에 위치하며, 분자 골격의 메틸 말단(n 또는 ω로 지정)에서부터 번호를 매긴다. 예를 들어, α-리놀렌산은 n−3 지방산 또는 오메가-3 지방산으로 분류되므로 이러한 유형의 다른 화합물들과 생합성 경로를 공유할 가능성이 있다. ω−x 또는 오메가-x 표기법은 대중적인 영양에 관한 문헌에서 흔히 볼 수 있지만, IUPAC는 기술 문서에서 n−x 표기법을 선호한다. 가장 일반적으로 연구되는 지방산의 생합성 경로는 n−3 지방산(오메가-3 지방산) 및 n−6 지방산(오메가-6 지방산)이다. |
| 지질 번호                    | 18:3 18:3 n-3 18:3, 시스,시스,시스-Δ9,Δ12,Δ15 18:3(9,12,15) | 지질 번호는 C:D 형태를 취하는데, 여기서 C는 지방산의 탄소 원자의 수이고, D는 지방산의 이중 결합의 수이다. 이중 결합이 2개 이상인 경우, 이중 결합은 CH2 단위에 의해 중간되며, 사슬을 따라 탄소 원자 3개의 간격으로 존재한다. 예를 들어, α-리놀렌산은 18:3 지방산으로 3개의 이중 결합의 위치가 Δ9, Δ12, Δ15에 위치한다. 이러한 표기법은 다른 지방산들이 동일한 C:D 숫자를 가질 수도 있기 때문에 모호할 수 있다. 따라서 모호성이 존재할 때 지질 번호 표기법은 일반적으로 Δx 또는 n−x 표기법과 함께 표시한다. 예를 들어, α-리놀렌산 및 γ-리놀렌산은 모두 18:3이지만, 이들은 각각 18:3 n-3 지방산 및 18:3 n-6 지방산으로 명확하게 기술할 수 있다. 같은 목적으로 IUPAC는 C:D 표기법에 덧붙여진 괄호 안에 이중 결합의 위치 목록을 사용하도록 권장한다. 예를 들어, α-리놀렌산 및 γ-리놀렌산에 대한 IUPAC 권장 표기법은 각각 18:3(9,12,15) 및 18:3(6,9,12)이다. |

### 유리 지방산
혈장의 지방산이 에스터 형태가 아닌 상태로 혈액을 순환할 경우, 이러한 상태의 지방산을 비에스터화 지방산(non-esterified fatty acid, NEFA) 또는 유리 지방산(free fatty acid, FFA)이라고 한다. 유리 지방산은 항상 알부민과 같은 수송 단백질과 결합해 있다.

## 생산

### 산업적 생산
지방산은 일반적으로 트라이글리세라이드를 가수분해하여 글리세롤을 제거하는 과정을 통해 산업적으로 생산된다. 인지질은 지방산 생성의 또 다른 공급원이다. 일부 지방산들은 알켄의 카보닐화에 의해 합성적으로 생성된다.

### 과산소화 지방산
과산소화 지방산은 외용약을 만들기 위한 특정 산업 공정에 의해 생산된다. 이러한 공정은 조절된 온도 조건 하에서 자외선 및 버블링 중인 산소 기체의 존재를 통해 지방산 에스터에 과산화물을 도입 또는 포화시키는 것에 기초한다. 특히 리놀렌산은 피부의 수분 차단 기능을 유지하는데 중요한 역할을 하는 것으로 나타났다(수분 손실 및 피부 탈수 방지). 2005년 3월에 《Journal of Wound Care》에 게재된 스페인의 한 연구에 따르면 상업용 제품과 기름진 위약을 비교한 결과 상업용 제품이 더 저렴하고 효과적이었다. 다양한 일반의약품들이 현재 널리 보급되어 있다. 그러나 2015년 스페인에서 실시된 "무작위 삼중 맹검 조절 비열성" 시험에서 국부적으로 적용된 올리브유는 열세인 것으로 드러나지 않았다. 상업용 제품은 취급하기가 간편하고 올리브 기름이나 석유 젤리보다 세탁이 더 쉬울 수 있다. 이들 제품 모두 국부적으로 바르면 옷과 침구에 얼룩이 생길 수 있다.

### 동물에서 생성
동물에서 지방산은 간, 지방 조직, 수유 중에 젖샘에서 주로 탄수화물로부터 생성된다.
탄수화물을 지방산으로 전환시키는 첫 번째 중요한 단계는 해당과정을 통해 탄수화물을 피루브산으로 전환시키는 것이다. 피루브산은 미토콘드리아에서 탈카복실화되어 아세틸-CoA로 전환된다. 그러나, 미토콘드리아에서 생성된 아세틸-CoA는 지방산 합성이 일어나는 장소인 세포질로 운반될 필요가 있다. 아세틸-CoA는 미토콘드리아에서 세포질로 직접적으로 운반되지 않는다. 세포질의 아세틸-CoA를 얻기 위해 옥살아세트산과 아세틸-CoA의 축합에 의해 생성된 시트르산을 미토콘드리아 내막에 존재하는 시트르산 운반체를 통해 세포질로 운반한다. 세포질에서 시트르산은 시트르산 분해효소에 의해 아세틸-CoA와 옥살아세트산으로 분해된다. 옥살아세트산은 말산 탈수소효소에 의해 말산으로 전환되고, 말산은 미토콘드리아 내막에 있는 말산-α-케토글루타르산 운반체에 의해 미토콘드리아 기질로 들어간다. 세포질의 아세틸-CoA는 아세틸-CoA 카복실화효소에 의해 말로닐-CoA로 카복실화되는데, 이 반응은 지방산 합성에서 첫 번째 개입 단계(committed step)이다.
말로닐-CoA는 4단계로 구성된 한 세트의 반응들에서 2개의 탄소를 첨가하여 지방산 사슬을 신장시키는 일련의 반복적인 반응들에 관여한다. 따라서 거의 모든 천연 지방산들은 짝수 개의 탄소 원자들을 가지고 있다. 지방산의 합성이 완료되면 유리 지방산은 거의 항상 글리세롤과 결합하여(글리세롤 1분자당 3분자의 지방산) 지방산의 주요 저장 형태인 트라이글리세라이드를 형성하는데, 트라이글리세라이드는 동물에서 주요 에너지원으로 사용된다. 또한 지방산은 세포막의 인지질 이중층(예를 들어, 핵, 미토콘드리아, 소포체, 골지체 등 막으로 둘러싸인 세포소기관들의 막)을 형성하는 인지질의 주요 구성 성분이기도 하다.
동물의 순환계에서 발견되는 유리 지방산은 저장된 트라이글리세라이드의 분해(또는 지방 분해)로부터 유래된다. 지방산은 물에 불용성이기 때문에, 이들 지방산은 혈장 단백질인 알부민과 결합하여 운반된다. 혈액에서 유리 지방산의 수준은 알부민의 결합 부위의 이용가능성에 의해 제한된다. 이들은 미토콘드리아를 가지고 있는 모든 세포들(중추신경계의 세포들은 제외)에 의해 혈액으로부터 흡수될 수 있다. 지방산은 β 산화를 통해 미토콘드리아에서만 분해될 수 있으며, 이 후에 시트르산 회로에서 이산화 탄소와 물로 완전히 분해된다. 혈액뇌장벽이 짧은사슬 지방산 및 중간사슬 지방산을 제외한 대부분의 유리 지방산에 대해 불투과성이기 때문에 중추신경계의 세포들은 미토콘드리아를 가지고 있지만 혈액으로부터 유리 지방산을 받아들일 수 없다. 이러한 세포들은 세포막의 인지질 및 세포소기관 막의 인지질을 생성, 유지하기 위해, 위에서 서술된 바와 같이 탄수화물로부터 자체적으로 지방산을 생성해야 한다.

## 식이 지방의 지방산
다음 표는 몇 가지 일반적인 식이 지방들의 지방산, 비타민 E 및 콜레스테롤의 구성을 보여주고 있다.
|              | 포화 지방산 | 단일불포화 지방산 | 다불포화 지방산 | 콜레스테롤 | 비타민 E |
| ------------ | ----------- | ----------------- | --------------- | ---------- | -------- |
|              | g/100g      | g/100g            | g/100g          | mg/100g    | mg/100g  |
| 동물성 지방  |             |                   |                 |            |          |
| 오리고기     | 33.2        | 49.3              | 12.9            | 100        | 2.70     |
| 라드         | 40.8        | 43.8              | 9.6             | 93         | 0.60     |
| 탤로         | 49.8        | 41.8              | 4.0             | 109        | 2.70     |
| 버터         | 54.0        | 19.8              | 2.6             | 230        | 2.00     |
| 식물성 지방  |             |                   |                 |            |          |
| 코코넛기름   | 85.2        | 6.6               | 1.7             | 0          | .66      |
| 카카오 버터  | 60.0        | 32.9              | 3.0             | 0          | 1.8      |
| 팜핵유       | 81.5        | 11.4              | 1.6             | 0          | 3.80     |
| 팜유         | 45.3        | 41.6              | 8.3             | 0          | 33.12    |
| 면실유       | 25.5        | 21.3              | 48.1            | 0          | 42.77    |
| 밀배아유     | 18.8        | 15.9              | 60.7            | 0          | 136.65   |
| 콩기름       | 14.5        | 23.2              | 56.5            | 0          | 16.29    |
| 올리브유     | 14.0        | 69.7              | 11.2            | 0          | 5.10     |
| 옥수수기름   | 12.7        | 24.7              | 57.8            | 0          | 17.24    |
| 해바라기씨유 | 11.9        | 20.2              | 63.0            | 0          | 49.00    |
| 홍화유       | 10.2        | 12.6              | 72.1            | 0          | 40.68    |
| 삼씨기름     | 10          | 15                | 75              | 0          | 12.34    |
| 카놀라유     | 5.3         | 64.3              | 24.8            | 0          | 22.21    |

## 지방산의 반응
지방산은 다른 카복실산들과 같은 반응(즉, 에스터화 및 산-염기 반응)을 나타낸다.

### 산성도
지방산은 각각의 pKa에서 알 수 있듯이 산성도에 큰 변화를 보이지 않는다. 예를 들어, 펠라르곤산은 pKa가 4.96이며, 아세트산(4.76)보다 약간 약하다. 지방산의 사슬의 길이가 증가함에 따라 물에서 지방산의 용해도가 감소하여 긴사슬 지방산은 수용액의 pH에 최소한의 영향을 미치게 된다. 물에 불용성인 지방산도 따뜻한 에탄올에 용해되며, 페놀프탈레인을 지시약으로 삼아 수산화 나트륨 용액으로 적정할 수 있다. 이러한 분석은 지방의 유리 지방산 함량, 즉 가수분해된 트라이글리세라이드의 비율을 결정하는 데 사용된다.
지방산의 중화, 즉 비누화는 금속 비누로 널리 사용되는 경로이다.

### 수소화 및 경화
불포화 지방산의 수소화는 널리 행해지고 있다. 일반적인 조건은 2.0~3.0 MPa의 H2 압력, 150 °C, 촉매로 이산화 규소에 지지된 니켈 등이 포함된다. 이러한 처리를 통해 불포화 지방산을 포화 지방산으로 전환한다. 수소화의 정도는 아이오딘값으로 표시된다. 수소화된 지방산은 산패에 덜 취약하다. 포화 지방산은 불포화된 전구체보다 녹는점이 높기 때문에, 이 과정을 경화라고 부른다. 관련 기술은 식물성 오일을 마가린으로 전환하는 데 사용된다. 카복실산은 니켈 촉매를 분해하여 니켈 비누를 생성하기 때문에 트라이글리세라이드(의 지방산)의 수소화가 유리하다. 부분적인 수소화 과정에서 불포화 지방산은 시스에서 트랜스 입체 배치로 이성질화될 수 있다.
보다 강력한 수소화, 즉 더 높은 압력의 H2 및 더 높은 온도를 사용하면 지방산이 지방 알코올로 전환된다. 그러나 지방 알코올은 지방산 에스터로부터 보다 쉽게 생성된다.
바렌트라프 반응에서 특정 불포화 지방산은 용해된 알칼리에서 분해되는데, 이 반응은 한 시점에서 구조의 설명과 관련이 있다.

### 자동산화 및 산패
불포화 지방산은 자동산화로 알려진 화학적 변화를 겪는다. 이 과정은 산소(공기)를 필요로 하며, 미량 금속의 존재에 의해 가속화된다. 식물성 기름은 토코페롤과 같은 항산화제를 함유하고 있기 때문에 자동산화에 대해 어느 정도 저항을 한다. 지방 및 기름은 종종 금속 촉매를 제거하기 위해 시트르산과 같은 킬레이트제로 처리된다.

### 오존분해
불포화 지방산은 오존에 의해 분해되기 쉽다. 이 반응은 올레산으로부터 아젤라산((CH2)7(CO2H)2)의 생성 과정에서 일어난다.

### 분석
화학 분석에서 지방산은 메틸 에스터의 기체 크로마토그래피에 의해 분리된다. 또한, 불포화된 이성질체들의 분리는 은착제 박층 크로마토그래피로 가능하다.

## 순환

### 소화 및 섭취
짧은사슬 지방산 및 중간사슬 지방산은 다른 수용성 영양소와 마찬가지로 소장 융털의 모세혈관으로 흡수된 후, 간문맥을 거쳐 간으로 운반되고 간정맥, 심장을 거쳐 온몸으로 이동한다. 그러나, 긴사슬 지방산은 소장 융털의 모세혈관으로 직접적으로 흡수되지 않는다. 대신 긴사슬 지방산은 소장 융털로 흡수되어 융털의 상피세포에서 지방으로 재합성된다. 트라이글리세라이드는 콜레스테롤과 단백질로 둘러싸여 킬로미크론이라 불리는 화합물을 형성한다.
세포 내에서 킬로미크론은 암죽관이라 불리는 림프 모세관으로 이동한 후, 보다 큰 림프관으로 이동한다. 킬로미크론은 림프계와 가슴관을 거쳐 빗장밑정맥을 통해 혈류로 들어간 다음 심장을 거쳐 온몸으로 이동한다. 킬로미크론은 에너지를 저장하거나 대사되는 조직으로 트라이글리세라이드를 운반할 수 있다.

### 물질대사
지방산이 대사되면 다량의 ATP를 생성한다. 많은 유형의 세포들이 ATP를 생성하기 위해 포도당 또는 지방산을 사용할 수 있다. 지방산(섭취 또는 지방 조직에 저장된 트라이글리세라이드에 의해서 제공된)은 근육 수축과 일반적인 물질대사를 위한 에너지원으로 역할을 하기 위해 세포에 존재한다. 지방산은 세포 내 미토콘드리아에 의해 CO2와 물로 분해되는 과정에서 대량의 에너지를 방출하며, 방출된 에너지의 일부를 β 산화와 시트르산 회로를 통해 ATP의 형태로 저장한다.

#### 필수 지방산
건강에 필요하지만 다른 기질로부터 충분한 양으로 만들 수 없어서 음식물로부터 얻어야 하는 지방산을 필수 지방산이라고 한다. 필수 지방산에는 2가지 계열이 있는데, 하나는 메틸기 말단으로부터 3번째 탄소 원자가 이중 결합을 가지고 있고(오메가-3 지방산), 다른 하나는 메틸기 말단으로부터 6번째 탄소 원자가 이중 결합을 가지고 있다(오메가-6 지방산). 사람은 지방산의 카복시기 말단으로부터 9번째 탄소와 10번째 탄소 사이에 이중 결합을 도입하는 능력이 부족하다. 필수 지방산의 예로는 리놀레산과 α-리놀렌산이 있다. 이들 지방산은 식물성 기름에 널리 분포되어 있다. 인체는 α-리놀렌산을 긴사슬 오메가-3 지방산인 에이코사펜타엔산(EPA)과 도코사헥사엔산(DHA)로 전환하는 능력이 제한되어 있다. 에에코사펜타엔산과 도코사헥사엔산은 물고기로부터도 얻을 수 있다. 오메가-3 지방산 및 오메가-6 지방산은 통각 억제, 항불안제, 신경성 특성을 가지고 있는 엔도칸나비노이드에 대한 생합성 전구체이다.

### 분포
혈액의 지방산은 혈액 순환의 다른 단계에서 다른 형태로 존재한다. 이들은 킬로미크론으로 장을 통해 흡수되지만, 간에서 처리된 후에 초저밀도 지질단백질(VLDL)과 저밀도 지질단백질(LDL)에도 존재한다. 또한 지방 세포로부터 방출될 때, 지방산은 유리 지방산으로 혈액에 존재한다.
후각이 예민한 포유류는 젖산, 피루브산과 함께 피부에서 배출되는 지방산들의 혼합으로 인한 독특한 냄새로 서로를 구별한다.

## 산업적 용도
지방산은 주로 비누의 생산에 사용되는데, 이는 미용 목적과 금속 비누의 경우 윤활제로 사용된다. 지방산은 또한 지방산 메틸 에스터를 거쳐 계면 활성제, 세제, 윤활제의 전구체인 지방 알코올 및 지방 아민으로 전환된다. 다른 용도로는 유화제, 텍스쳐화제, 습윤제, 소포제, 안정제로 사용하는 것이 있다.
지방산과 단순한 알코올의 에스터(예: 메틸 에스터, 에틸 에스터, n-프로필 에스터, 아이소프로필 에스터, 뷰틸 에스터)는 화장품 및 기타 개인 관리 제품에서 연화제 및 합성 윤활제로 사용된다. 지방산과 복잡한 알코올(예: 소르비톨, 에틸렌 글리콜, 다이에틸렌 글리콜, 폴리에틸렌 글리콜)의 에스터는 음식으로 섭취되거나 개인 관리 및 물 처리에 사용되거나 금속 가공을 위한 합성 윤활제 또는 유체로 사용된다.

## 같이 보기
- 지방산 생성효소
- 지방산 합성
- 지방 알데하이드
- 필수 지방산
- 포화 지방산
- 불포화 지방산
- 카복실산
- 식물성 기름